# Roger Vitrac
Roger Vitrac (Pinsac, Òlt, 17 de novembre de 1899 - París, 22 de gener de 1952) va ser un poeta i dramaturg francès, surrealista des dels principi del moviment va produir una obra iconoclasta i subversiva.

## L'atracció de les «avantguardes»
Nascut a Pinsac, en el departament d'Òlt, Roger Vitrac va arribar a París l'any 1910. Va fer els estudis secundaris al Liceu Buffon i va començar a apassionar-se per la poesia i el teatre a través de la lectura de Lautréamont i d'Alfred Jarry tot deixant-se influir pel corrent simbolista.
Durant el seu servei militar, va conèixer Marcel Arland, René Crevel, André Dhôtel i Georges Limbour, amb els quals va animar la revista Aventure (1921-1922), en què van ser publicades un cert nombre de les seues peces. Va participar en les darreres manifestacions dadaistes i va entaular amistat amb André Breton l'any 1922. Alineat amb el moviment surrealista va introduir-se en la literatura a través de la poesia. En alguns dels seus reculls de poesia (Cruautés de la nuit, Connaissance de la mort i Humoristiques, 1927; Lanterne noire, pòstuma, 1964), la dimensió onírica dona lloc a una escriptura recargolada, barroca, alterada per un desig d'allò inesperat i estrany, que sempre serà el segell de la seua obra.

## Espectacles innovadors
En companyia d'Antonin Artaud, va fundar per a « satisfer les exigències més extremes de la imaginació i de l'esperit » el teatre Alfred-Jarry (1926-1930) que va inaugurar-se amb una representació de Ventre brûlé ou la Mère folle (Antonin Artaud) al teatre de Grenelle. Els lligams amb els surrealistes van anar afluixant-se i va ser exclòs del grup, al mateix temps que Antonin Artaud, a les caballes dels anys 1920.
Amb to de paròdia, quan no obertament de provocació, Roger Vitrac va continuar en solitari la seua exploració de l'inconscient, elaborant una obra aèria, tan prompte clàssica en l'expressió com absolutament moderna i nodrida d'enigmes.
Així, diverses obres seues, estrenades al teatre Alfred-Jarry — com les Mystères de l'amour (1927), drama amb trenta-vuit personatges, barreja d'ironia i erotisme, o Victor ou les Enfants au pouvoir, sàtira corrosiva del conformisme burgès muntada a la Comédie des Champs-Élysées l'any 1928 per Artaud i el mateix Vitrac — es consideren generalment com obres mestres del teatre surrealista. A partir de 1931, va esdevenir periodista per a poder continuar la seua carrera de dramaturg i poder explorar millor els aspectes burlescos d'un món en descomposició.
En efecte, entre comèdies de bulevard i tragèdies íntimes, les seues obres són molt més que simples curiositats; no respecten els principis d'ordre i d'unitat, incompatibles amb la « lògica » dels abismes irracionals. A més, prenent partit per la coexistència sobre l'escena d'allò còmic i allò horrible, es fa creditor del títol de precursor del teatre de l'absurd.

## Bromes vitriòliques
En Coup de Trafalgar (1934), estigmatitza totes les fites de la ciència, el matrimoni, l'exèrcit, la religió, el treball, la família, la pàtria per la forma en què són usats per la societat; les Demoiselles du large (1938) és un drama centrat en l'anàlisi psicològica. Torna a la comicitat amb Loup-Garou (1939) o le Sabre de mon père (1951); però les representacions se succeeixen sense trobar un vertader èxit. Va ser amb la reestrena pòstuma de Victor ou les Enfants au pouvoir en una posada en escena de Jean Anouilh al teatre de l'Ambigu (1962), com va obtenir notorietat entre el gran públic, havent esdevingut aquesta peça en un clàssic del repertori.

## Traduccions al català
- Víctor o els nens al poder. Traducció de Juana de Oleza i Santiago Sans. Edicions Robrenyo de Teatre de Tots els Temps, núm. 16. Mataró, agost 1978.